# Peramivir
Peramivir é um fármaco antiviral da classe dos inibidores de neuraminidase para tratamento de influenza. Foi desenvolvido pela BioCryst Pharmaceuiticals.

## Uso em casos de gripe A H1N1
Em outubro de 2009, o FDA aprovou seu uso em casos graves de contaminação pelo vírus da gripe A (H1N1) que não obtiveram sucesso com o tratamento com oseltamivir.